# Raouf Bouzaiene
Raouf Bouzaiene, född den 16 augusti 1970 i Sousse, Tunisien, är en före detta tunisisk fotbollsspelare. Han var med och spelade i VM 2002. Tunisien förlorade två av sina matcher i gruppspelet men lyckades spela oavgjort i matchen mot Belgien som slutade 1–1. Kvitteringsmålet kom från en frispark av Bouzaiene, som gjorde sitt allra första och sista landslagsmål.